# Anathallis oblanceolata
Anathallis oblanceolata là một loài thực vật có hoa trong họ Lan. Loài này được (L.O.Williams) Solano & Soto Arenas mô tả khoa học đầu tiên năm 2002.